# Киёк

Киёк (кор. 기역) или киык в КНДР (기윽) — буква корейского алфавита первая как по порядку, принятому в КНДР, так и по порядку, принятому в Южной Корее. В начале слова или слога обозначает глухой велярный взрывной согласный [k], между гласными и после сонорных согласных обозначает звонкий велярный взрывной [g].

## Мунпоп (грамматика)
- Ка — показатель именительного падежа.